# Jaroslav Kašpar (historik)
Jaroslav Kašpar (3. června 1929 Svařeň – 8. září 2014 Dřevčice) byl český historik zaměřující se zejména na novověkou paleografii a historickou geografii.
Vystudoval dějepis a zeměpis na filosofické fakultě Univerzity Karlovy. V letech 1954–1991 na stejné vysoké škole vyučoval PVH, od roku 1958 na samostatné Katedře pomocných věd historických a archivního studia (od roku 1989 jako docent).

## Dílo
- Nevolnické povstání v Čechách 1680, 1965
- Úvod do novověké latinské paleografie, 2 díly, 1976, 1979, 1987
- Ze starých letopisů českých, 1980 (s Jaroslavem Porákem)
- Paleografická čítanka, 1982 (se Zdeňka Hledíková), rozšířené vydání 2000 (s Z. Hledíkovou a Ivanou Ebelovou)
- Vademecum pomocných věd historických, 1. vydání 1988 (s Ivanem Hlaváčkem a Rostislavem Novým)
- Soubor statí o novověkém písmu, 1993